# Europamästerskapet i fotboll 1972
Europamästerskapet i fotboll 1972
Slutturneringen spelades i Belgien som tilldelats arrangörskapet efter en överraskande vinst mot Italien som 1970 tagit sig till VM-final. Belgien kunde dock inte rå på Västtyskland i semifinalen.
Västtysklands stjärnspäckade storlag vann turneringen genom att i finalen besegra Sovjetunionen med 3–0. Laget innehöll stjärnor som Franz Beckenbauer, Günter Netzer och längst fram i anfallet Gerd Müller. På sin väg fram till finalen tog man bland annat en historisk seger mot England på Wembley vilket var Tysklands första seger på den engelska nationalarenan. Det gjordes 10 mål i turneringen (2,5 per match). 

## Kvalspel

### Kvalificerade nationer
- Belgien (värdnation)
- Sovjetunionen
- Ungern
- Västtyskland

## Slutspel

### Slutspelsträd
|  | Semifinaler   | Semifinaler   |   |        | Final        | Final |  |
|  |               |               |   |        |              |       |  |
|  |               |               |   |        |              |       |  |
|  | Belgien       | 1             |   |        |              |       |  |
|  | Västtyskland  | 2             |   |        |              |       |  |
|  |               |               |   |        |              |       |  |
|  |               |               |   |        |              |       |  |
|  |               |               |   |        | Västtyskland | 3     |  |
|  |               | Sovjetunionen | 0 |        |              |       |  |
|  |               |               |   |        |              |       |  |
|  |               |               |   |        |              |       |  |
|  |               |               |   |        | Bronsmatch   |       |  |
|  |               |               |   |        |              |       |  |
|  | Ungern        | 0             |   | Ungern | 1            |       |  |
|  | Sovjetunionen | 1             |   |        | Belgien      | 2     |  |

### Semifinaler
|             | 14 juni 1972 | Ungern | 0 – 1           | Sovjetunionen       | Stade Émile Versé | |
| 20:00 UTC+1 | 20:00 UTC+1  |        | (0 – 0) Rapport | 53′ Anatoliy Konkov | Bryssel Publik: 16 590<refname="Rsssf">{{Webbref\|url=http://www.rsssf.com/tables/72e-full.html%7Ctitel=EuropeanChampionship1 972-FinalTournament-FullDetails\|hämtdatum=10juli2 017\|utgivare=Rsssf}}</ref> Domare: Rudi Glöckner (Östtyskland) | Bryssel Publik: 16 590<refname="Rsssf">{{Webbref\|url=http://www.rsssf.com/tables/72e-full.html%7Ctitel=EuropeanChampionship1 972-FinalTournament-FullDetails\|hämtdatum=10juli2 017\|utgivare=Rsssf}}</ref> Domare: Rudi Glöckner (Östtyskland) |
| 20:00 UTC+1 | 20:00 UTC+1  |        |                 |                     | Bryssel Publik: 16 590<refname="Rsssf">{{Webbref\|url=http://www.rsssf.com/tables/72e-full.html%7Ctitel=EuropeanChampionship1 972-FinalTournament-FullDetails\|hämtdatum=10juli2 017\|utgivare=Rsssf}}</ref> Domare: Rudi Glöckner (Östtyskland) | Bryssel Publik: 16 590<refname="Rsssf">{{Webbref\|url=http://www.rsssf.com/tables/72e-full.html%7Ctitel=EuropeanChampionship1 972-FinalTournament-FullDetails\|hämtdatum=10juli2 017\|utgivare=Rsssf}}</ref> Domare: Rudi Glöckner (Östtyskland) |
| 20:00 UTC+1 | 20:00 UTC+1  |        |                 |                     | Bryssel Publik: 16 590<refname="Rsssf">{{Webbref\|url=http://www.rsssf.com/tables/72e-full.html%7Ctitel=EuropeanChampionship1 972-FinalTournament-FullDetails\|hämtdatum=10juli2 017\|utgivare=Rsssf}}</ref> Domare: Rudi Glöckner (Östtyskland) | Bryssel Publik: 16 590<refname="Rsssf">{{Webbref\|url=http://www.rsssf.com/tables/72e-full.html%7Ctitel=EuropeanChampionship1 972-FinalTournament-FullDetails\|hämtdatum=10juli2 017\|utgivare=Rsssf}}</ref> Domare: Rudi Glöckner (Östtyskland) |

|             | 14 juni 1972 | Belgien              | 1 – 2           | Västtyskland         | Bosuilstadion                                                                 |                                                                               |
| 20:00 UTC+1 | 20:00 UTC+1  | Odilon Polleunis 83′ | (0 – 1) Rapport | 24′, 71′ Gerd Müller | Antwerpen Publik: 55 669<refname="Rsssf"/> Domare: William Mullan (Skottland) | Antwerpen Publik: 55 669<refname="Rsssf"/> Domare: William Mullan (Skottland) |
| 20:00 UTC+1 | 20:00 UTC+1  |                      |                 |                      | Antwerpen Publik: 55 669<refname="Rsssf"/> Domare: William Mullan (Skottland) | Antwerpen Publik: 55 669<refname="Rsssf"/> Domare: William Mullan (Skottland) |
| 20:00 UTC+1 | 20:00 UTC+1  |                      |                 |                      | Antwerpen Publik: 55 669<refname="Rsssf"/> Domare: William Mullan (Skottland) | Antwerpen Publik: 55 669<refname="Rsssf"/> Domare: William Mullan (Skottland) |

### Match om tredjeplats
|             | 17 juni 1972 | Ungern              | 1 – 2           | Belgien                              | Stade Maurice Dufrasne                                                      |                                                                             |
| 20:00 UTC+1 | 20:00 UTC+1  | Lajos Kű 53′ (str.) | (0 – 2) Rapport | 24′ Raoul Lambert 28′ Paul Van Himst | Liège Publik: 6 184<refname="Rsssf"/> Domare: Johan Einar Boström (Sverige) | Liège Publik: 6 184<refname="Rsssf"/> Domare: Johan Einar Boström (Sverige) |
| 20:00 UTC+1 | 20:00 UTC+1  |                     |                 |                                      | Liège Publik: 6 184<refname="Rsssf"/> Domare: Johan Einar Boström (Sverige) | Liège Publik: 6 184<refname="Rsssf"/> Domare: Johan Einar Boström (Sverige) |
| 20:00 UTC+1 | 20:00 UTC+1  |                     |                 |                                      | Liège Publik: 6 184<refname="Rsssf"/> Domare: Johan Einar Boström (Sverige) | Liège Publik: 6 184<refname="Rsssf"/> Domare: Johan Einar Boström (Sverige) |

### Final
|             | 18 juni 1972 | Västtyskland                            | 3 – 0           | Sovjetunionen | Heyselstadion                                                                    |                                                                                  |
| 16:00 UTC+1 | 16:00 UTC+1  | Gerd Müller 27′, 58′ Herbert Wimmer 52′ | (1 – 0) Rapport |               | Bryssel Publik: 43 437<refname="Rsssf"/> Domare: Ferdinand Marschall (Österrike) | Bryssel Publik: 43 437<refname="Rsssf"/> Domare: Ferdinand Marschall (Österrike) |
| 16:00 UTC+1 | 16:00 UTC+1  |                                         |                 |               | Bryssel Publik: 43 437<refname="Rsssf"/> Domare: Ferdinand Marschall (Österrike) | Bryssel Publik: 43 437<refname="Rsssf"/> Domare: Ferdinand Marschall (Österrike) |
| 16:00 UTC+1 | 16:00 UTC+1  |                                         |                 |               | Bryssel Publik: 43 437<refname="Rsssf"/> Domare: Ferdinand Marschall (Österrike) | Bryssel Publik: 43 437<refname="Rsssf"/> Domare: Ferdinand Marschall (Österrike) |

## Skytteliga

### 4 mål
Gerd Müller, Västtyskland